# Козаков, Григорий Александрович
Григорий Александрович Козаков (1869—1918) — русский дипломат.

## Биография
Окончил факультет восточных языков Петербургского университета.
В 1892 г. причислен к МИД, студент. С 1897 г. — и. о. драгомана миссии в Токио. В 1899 г. — секретарь консульства в Бомбее.
В 1901—1904 гг. — вице-консул в Масампо (Корея).
С 1904 — 1-й секретарь миссии в Китае (одновременно с апреля по май 1905 — поверенный в делах там же).
С 1906 — 1-й секретарь посольства в Японии.
С 1910 — чиновник особых поручений при министре МИД. Из Петербурга руководил миссией И. Я. Коростовца в Монголии. В результате было подписано русско-монгольское соглашение 1912 года и Монголия получила независимость от Китая.
С 1914 — начальник 4-го политического (Дальневосточного) отдела МИД.
После Октябрьской революции отказался сотрудничать с большевиками. Арестовывался, месяц провел в тюрьме. В 1918 г. бежал за границу через Финляндию. По дороге, провалившись под лед, отморозил ноги и скончался от гангрены, по одним сведениям в Стокгольме, по другим, в Лондоне.